# Pahulj
Pahulj (cyr. Пахуљ) – wieś w Czarnogórze, w gminie Petnjica. W 2011 roku liczyła 131 mieszkańców.